# Липовецкий район
Ли́повецкий райо́н (укр. Липовецький район) — упразднённая административная единица на северо-востоке Винницкой области Украины.
Административный центр — город Ли́повец.

## География
Площадь — 970 км² (12-е место среди районов). Основные реки — Соб.

## История
Район образован в 1923 году. 10 сентября 1959 года к Липовецкому району была присоединена часть территории упразднённого Турбовского района.
17 июля 2020 года в результате административно-территориальной реформы район вошёл в состав Винницкого района.

## Демография
Население района составляло 38 181 человек (на 1 ноября 2015 года), в том числе городское население 15 089 человек (39,52 %), сельское — 23 092 человека (60,48 %).

## Административное устройство
Количество советов (рад):
- городских — 1
- поселковых — 1
- сельских — 25

## Населённые пункты
Количество населённых пунктов:
- городов районного значения — 1 (Липовец)
- посёлков городского типа — 1 (Турбов — 7 013)
- сёл — 50
- посёлков сельского типа — 7

Всего насчитывается 59 населённых пунктов.